# Christian Fischer (Politiker, 1879)
Christian Fischer (* 1. Juli 1879 in Linz; † 16. Juli 1934 in Graz) war Redakteur und österreichischer Politiker (CSP).

## Berufsleben
Nach Volksschule, einer Schlosserlehre und Besuch der Schule in Mönchengladbach (Deutschland) war Fischer Redakteur des Grazer Volksblattes, Redakteur für Arbeiterfreund, Kärntner Zeitung den Arbeiter sowie leitender Redakteur des Kleinen Blattes.

## Politik
Fischer war Abgeordneter zum Steiermärkischen Landtag, Mitglied des Gemeinderates von Graz 1907, Stadtrat von Graz 1907, Obmann des Christlichsozialen Arbeitervereines in Graz, Obmann des Landesverbandes der Christlichsozialen Arbeitervereine und Vizepräsident der Organisation steirischer Journalisten.
Er war Mitglied der Konstituierenden Nationalversammlung für die CSP (4. März 1919 – 9. November 1920) und Abgeordneter zum Nationalrat in der I. Gesetzgebungsperiode vom 20. November 1920 bis zum 20. November 1923 für die CSP. Anschließend war er Mitglied des Bundesrates für die CSP vom 20. November 1923 bis zum 21. Mai 1927.